# Karl Masner
Karl Masner (ur. 22 stycznia 1858 w Bratysławie, zm. 14 maja 1936 we Wrocławiu) – niemiecki muzealnik.
Studiował filologię klasyczną i archeologię na Uniwersytecie Wiedeńskim. Od 1885 pracował w Austriackim Muzeum Sztuki i Przemysłu (dziś Austriackie Muzeum Sztuki Stosowanej). Opublikował katalog zbiorów waz antycznych i terakot tej placówki.
W 1899 został mianowany dyrektorem nowo powstałego Śląskiego Muzeum Przemysłu Artystycznego i Starożytności we Wrocławiu. W 1908 był inicjatorem dyskusji o budowie obiektów wystawowych i lokalizacji Wystawy Stulecia we Wrocławiu, potem kierował jej organizacją.
W 1918 przejął Dom Neisserów, w którym urządził muzeum sztuki nowszej. Czynił starania o przekazanie na cele muzealne Zamku Królewskiego we Wrocławiu. Jego wysiłki zostały uwieńczone powodzeniem w 1925. Rok później przeszedł na emeryturę, ale 5 lat później ponownie został dyrektorem i pełnił tę funkcję do 1933.
Karl Masner był autorem wielu publikacji na temat śląskiego rzemiosła artystycznego. W uznaniu zasług naukowych został honorowym senatorem Uniwersytetu Wrocławskiego.

## Wybrane publikacje
- Die Sammlung antiker Vasen und Terracotten im K.K. Oesterreichischen Museum. Wien 1891.
- Die Costümausstellung im K.K. Oesterreichischen Museum. Wien 1891, 1894.
- Mit Hans Seger: Führer durch die Vorgeschichtliche Abteilung und das Antikenkabinett. Breslau 1920, 1923.
- Festschrift zum 25jährigen Jubilaeum des Schlesischen Museums für Kunstgewerbe und Altertümer. Breslau 1924.
- Mit Erwin Hintze: Die Historische Ausstellung zur Jahrhundertfeier der Freiheitskriege Breslau 1913., 2 Bände, Breslau 1916.
- Mit Hans Seger: Jahrbuch des Schlesischen Museums für Kunstgewerbe und Altertümer (= Schlesiens Vorzeit in Bild und Schrift. Neue Folge). Breslau 1900–1934, Band 1–10.